# Attomica
Gli Attomica sono una band thrash metal brasiliana di São José dos Campos, fondata nel 1985, sciolta nel 1994 e attiva nuovamente a partire dal 2002.

## Storia
La band è stata fondata nell'ottobre 1985 dal chitarrista João Paulo Francis e dal batterista Mário Sanefuji. Poco tempo dopo, il cantante Laerte Perr e i fratelli Pyda (chitarra elettrica) e André Rod (basso) fecero il loro ingresso e completarono la formazione. Seguirono le prime apparizioni, così come una prima demo nel 1986, a cui seguì l'album di debutto omonimo pubblicato dalla Equinox Discos nel 1987. L'uscita è stata seguita da un tour in Brasile, dopo il quale il cantante Perr ha lasciato la band ed è stato sostituito da Fabio Moreira. Il secondo album Limits of Isanity è stato pubblicato nel 1989 tramite la Cogumelo Records. Nel frattempo, Moreira aveva già lasciato la band, così che il bassista Rod si occupò, nel disco, anche della voce. Dopo un altro tour in Brasile, con Paulo Giolo in veste di batterista, il chitarrista Pyda Rod ha lasciato il gruppo ed è stato sostituito dal fratello di João Paulo João Márcio Francis. Nell'album del 1991, Disturbing the Noise è possibile ascoltare Fabio Moreira, tornato nuovamente nella band. Il video musicale di Deathraiser è stato trasmesso in vari programmi TV, tra cui su MTV. La pubblicazione è stata seguita da varie apparizioni, incluso come pezzo di apertura per i Kreator durante le loro apparizioni a Brasilia e San Paolo. Nel 1994 la band si è sciolta.
La band è stata rifondata nel 2002, con Luciano Peru come nuovo cantante. Nel 2004, la Cogumelo Records ha ripubblicato una versione rimasterizzata di Disturbing the Noise, che include le due canzoni dal vivo, Deathraiser e Ways of Death, oltre che il video musicale di Deathraiser come bonus. Nello stesso anno, l'album dal vivo Back and Alive è stato pubblicato dalla Hellion Records.

## Stile musicale
Secondo Eduardo Rivadavia di Allmusic, il primo demo suonava heavy metal veloce con testi in portoghese, prima di passare a un misto di speed e thrash metal con testi in inglese. Limits of Isanity è molto simile allo stile thrash metal della Bay Area di San Francisco. Secondo classicthrash.com, la band suona il classico thrash metal brasiliano su Attomica. Le canzoni sono potenti, ma alla lunga diventano noiose. Limits of Insanity è più ordinario e privo di emozioni rispetto al suo predecessore, poiché le canzoni ora mancano di energia. Le canzoni non sono molto memorabili. Disturbing the Noise ha una voce forte, le canzoni sono selvagge ed energiche. I testi sono stereotipati e stupidi, anche per gli standard del thrash metal. Conterrebbero violenza a buon mercato e riferimenti a film horror. 4 mostra una band che, a più di 20 anni dall'uscita dell'ultimo album, può rilasciare un disco che difficilmente offre grandi distinzioni rispetto al vecchio materiale.
Secondo thethrashmetalguide.com, gli Attomica suonano un thrash metal aggressivo nello stile di gruppi come Vulcano e Sarcófago. La qualità del suono è scadente, tanto che si sente solo un muro di rumori, da cui molto probabilmente si riconosce ancora il canto, che sono urla tipo black metal. La canzone Lost Time ha un'intro simile a una ballata, Flesh Maniac è un thrash moderno e Samurai è una delle prime vere composizioni death metal. I Limits of Insanity sono molto più moderati, quindi ci si chiede se si tratti ancora della stessa band. La differenza più grande è soprattutto il nuovo cantante André Rod. La musica è thrash Metal, con prestiti da altre aree del metal estremo e si possono ascoltare anche influenze power metal. La velocità delle canzoni ora è più lenta e le richieste musicali sono più alte. La canzone del titolo dura sette minuti. Disturbing the Noise rappresenta minormente un cliché rispetto al suo predecessore. Nell'album si può ascoltare thrash metal, che suona come un misto di Beneath the Remains dei Sepultura e Reign in Blood degli Slayer. Inoltre, trova delle somiglianze con l'album dei Devastation, Idolatry, pubblicato nello stesso anno. 4 offre thrash metal con lievi influenze crossover e grida forti. Oltre al veloce thrash metal, ci sono anche canzoni come Black Death, che è una delicata miscela di power e thrash metal, come ascoltato al debutto.

## Formazione
- André Rod – voce, basso
- RedBill – chitarra
- Marcelo Bozó – batteria

## Discografia

### Demo
- 1986 - Children's Assassin
- 1990 - Attomica
- 2005 - Atomica 2005

### Album in studio
- 1987 - Attomica
- 1989 - Limits of Insanity
- 1991 - Disturbing the Noise
- 2002 - Back and Alive
- 2012 - 4
- 2018 - The Trick

### Album dal vivo
- 2002 - The Blast of Video